# Dan Meagher
Daniel Gerard Meagher, detto Dan (Kingston, 26 ottobre 1962), è un ex cestista canadese.

## Carriera
È stato selezionato dai Chicago Bulls al sesto giro del Draft NBA 1985 (126ª scelta assoluta).
Con il Canada ha disputato i Giochi olimpici di Los Angeles 1984, tre edizioni dei Campionati mondiali (1982, 1986, 1990) e i Campionati americani del 1984.